# Солнечный путь (Коты-Воители)
«Солнечный путь» — детский фантастический роман, первая книга цикла «Начало племён». Книга была издана в марте 2013 года, а в России — в июле 2016.

## Аннотация
Долгие луны клан горных котов мирно жил в суровых горах, возле заснеженных пиков. Но с каждым годом зимние холода становились все суровее, дичь стала покидать горы, а в сердце старой Камнесказительницы поселился страх. Неужели ее клан обречен на гибель? Однажды Камнесказительница получает таинственное видение о теплой благодатной земле, где не переводится дичь, и отряд отважных котов решает отправиться туда, где встает солнце, на поиски нового дома. Их ждет долгий, полный смертельных опасностей, путь. На новых землях пришельцам с гор придется столкнуться с одиночками и свирепыми бродягами, научиться выживать вместе и отстаивать свое право на жизнь. Иначе их новый дом станет местом кровавых столкновений.

## Сюжет
Горный клан котов, некогда пришедших с Озера, переживает тяжёлые времена. Голод и холод медленно ослабляют и убивают клан. Камнесказительница не знает, как ей спасти своих котов, но однажды ночью ей является видение солнечного пути — солнечный свет пробивается сквозь стену водопада и будто показывает дорогу в лучшие угодья. Камнесказительница решает, что части котов нужно уйти на новые земли, чтобы выжить и дать выжить другим. Кот Тенистый Мох поддерживает её идею и собирает вокруг себя группу таких же энтузиастов.
Один из котов клана, юный Серое Крыло, вовсе не знает, хочет ли он покидать родной дом. Он с сомнением выслушивает восторженные речи своего старшего брата Чистого Неба, который зовёт его и свою очаровательную подругу Звонкого Ручейка в поход. Серое Крыло считает, что должен остаться и охотиться для клана, особенно для своих матери и младших брата с сестрой — Зубчатого Пика и Порхающей Птички. Скоро Порхающая Птичка умирает от голода, и их мать, Тихий Дождь, просит Серое Крыло уходить на поиски лучшей доли, но кот решает иначе и остаётся.
Через два дня после ухода путешественников непоседливый Зубчатый Пик пропадает, и по направлению его следа коты понимают, что он ушёл за отрядом Тенистого Мха. Серому Крылу приходится оставить родную пещеру и пуститься в путь за братом, который ещё слишком мал для самостоятельного путешествия. Вслед за котёнком он уходит далеко, и обратного пути нет. Серое Крыло находит Зубчатого Пика и спасает его от орла. Вместе они идут по следу своих ушедших товарищей и через некоторое время находят их. Во время дальнейшего пути на котов нападают четыре орла. Коты прячутся, но орлы не торопятся улетать, поэтому Чистое Небо придумывает план по устрашению птиц. Для этого нужно отвлечь трёх птиц и убить четвёртую. Серое Крыло и Звонкий Ручеёк, которая носит котят Чистого Неба, уводят в сторону одного из орлов. Звонкий Ручеёк спасает напарника от птичьих когтей, но попадается в них сама и погибает. Серое Крыло, втайне испытывающий к кошке чувства, винит себя в её гибели.
Когда коты наконец спускаются с гор, они сталкиваются со всем тем, что им рассказывали старики: Двуногими, собаками и чудищами на Гремящих Тропах. Теперь они наедаются до отвала и даже не могут съесть всё, что наловили. Отряд держит путь к зубчатым пикам за территорией Двуногих, которые случайно встретившийся кот назвал Высокими Скалами. По дороге им приходится убегать от собаки, и Тенистый Мох случайно выбегает на Гремящую Тропу, где его сбивает чудище Двуногих. После его смерти руководство отрядом берёт на себя Длинная Тень.
Переселенцы переходят через Высокие Скалы и устраиваются в овраге на просторной пустоши. Местные коты совсем не рады видеть в своих угодьях чужаков, посягающих на их добычу. Переселенцам становится опасно охотиться в одиночку, особенно в лесу, где их подстерегают агрессивные бродяги, нападающие на путешественников по двое-трое. Также Серое Крыло и его подруга Черепаший Хвостик знакомятся с домашней кошкой Болтушкой, и Черепаший Хвостик заводит дружбу с этой весёлой кошечкой.
Однажды на убежище переселенцев нападают лисы. Коты отбивают атаку, но после этого Чистое Небо собирает своих сторонников и уходит жить в лес. Серое Крыло ходит навещать брата и встречает красавицу-кошку по имени Гроза. Он влюбляется в неё и совсем не замечает, что Черепаший Хвостик чувствует себя покинутой. Серое Крыло пересекается ещё пару раз с Грозой, и они договариваются о встрече и гуляют вместе. Серое Крыло решает познакомить новую приятельницу с Чистым Небом. Он приводит её в лес и обнаруживает, что его брат пригласил к себе бродяг и выставил стражу перед своим убежищем, названным лагерем. Серому Крылу и Грозе всё же удаётся пройти мимо этой стражи и повидаться с Чистым Небом. Там Чистое Небо и Гроза влюбляются друг в друга, и с этих пор Гроза отдаляется от Серого Крыла и становится парой его брата. Одновременно с этим Черепаший Хвостик решает уйти жить к Двуногим, и кот не может её переубедить.
Стражники Чистого Неба становятся всё грубее и грубее и не хотят пропустить к себе в лагерь даже близких родственников своих товарищей. Возмущённый, Серое Крыло идёт обсудить это с Чистым Небом, но их разговор прерывается, когда Зубчатый Пик падает с дерева и ломает лапу. Пёстрая Шёрстка, вызванная с пустоши, тут же прибегает на помощь и остаётся с пострадавшим в лагере Чистого Неба. Спустя луну Чистое Небо отправляет Зубчатого Пика к Серому Крылу, считая, что хромающий кот бесполезен для его стаи. Серое Крыло пытается образумить старшего брата, но тот взвалил на себя ответственность за всю стаю и не хочет делать поблажек родственникам.
Однажды Серое Крыло охотится в лесу, и на него нападает Лис, один из котов Чистого Неба. Коты сцепляются в драке. Появившиеся Чистое Небо и беременная Гроза наблюдают за этой схваткой и видят, как в отчаянной попытке защититься Серое Крыло убивает Лиса. Чистое Небо отрекается от брата, не желая слушать никаких оправданий. Гроза же заступается за Серое Крыло и объявляет другу, что уходит из его лагеря, поскольку не может больше терпеть его жёсткие порядки. Она укрывается на территории Двуногих, где рожает троих котят. Серое Крыло приходит к ней, но она не хочет показывать малышей. На следующий день Двуногие рушат её убежище, и Гроза погибает под завалом. Серое Крыло находит её тело и тела двух мёртвых котят. Третий котёнок жив, и вместе с Черепашьим Хвостиком Серое Крыло называет его Гром.
Серое Крыло относит Грома Чистому Небу, но тот тяжело воспринимает новость о смерти Грозы и отказывается принять сына — живое напоминание о трагедии. Серому Крылу ничего не остаётся как забрать Грома себе. Не все коты в его стае хотят видеть этого котёнка рядом, но в итоге они решают оставить его у себя, а Серое Крыло обещает Грому заменить ему отца.

## Персонажи
Главные:
- Серое Крыло
- Чистое Небо
- Гроза

Второстепенные:
- Тенистый Мох
- Длинная Тень
- Звонкий Ручеёк
- Черепаший Хвостик
- Тихий Дождь
- Зубчатый Пик
- Лис
- Камнесказительница
- Ветерок
- Утёсник
- Болтушка

## Интересные факты
Ошибки:
- Снежную Зайчиху назвали Каменной Зайчихой в оригинале (Stone Hare).
- Быструю Воду назвали однажды Бегущей Водой, однако начиная с книги «Сверкающая Звезда» за ней окончательно закрепилось последнее имя.
- Крика Галки назвали Полетом Галки.
- Чистое Небо назвали Чистым Крылом.